# Шевченковский район (Днепр)
Шевченковский район (укр. Шевченківський район) — административно-территориальная единица города Днепра (Украина).
Шевченковский районный в городе совет: 49069, г. Днепр, ул. Михаила Грушевского, 70 (на карте)
Председатель Шевченковского районного совета — Атаманенко Артем Витальевич.
До января 2013 года в районе издавалась районная газета «Семь дней».

## История
Шевченковский (тогда Бабушкинский) район был образован 12 апреля 1973 года за счёт территорий Жовтневого, Кировского и Красногвардейского районов и получил название в честь революционера И. В. Бабушкина.
Территория района пролегает от реки Днепр и центральной части города до смежного Днепровского района Днепропетровской области.
26 ноября 2015 года Бабушкинский район переименован в Шевченковский.
В 2017 году в состав района вошёл бывший посёлок городского типа Авиаторское

## Население

### Языковой состав
Родной язык населения по данным переписи 2001 года:
| Язык       | Численность, чел. | Доля     |
| ---------- | ----------------- | -------- |
| Украинский | 66 949            | 41,87 %  |
| Русский    | 91 074            | 56,95 %  |
| Другое     | 1 891             | 1,18 %   |
| Итого      | 159 914           | 100,00 % |